# 法埃迪斯
法埃迪斯（義大利語：Faedis），是意大利乌迪内省的一个市镇。总面积46平方公里，人口3051人，人口密度66.3人/平方公里（2009年）。ISTAT代码为030036。